# Диас, Рут
Рут Диас Мурьедас (исп. Ruth Díaz Muriedas; род. 25 января 1975, Рейноса, Испания) — испанская актриса.

## Биография
Рут Диас родилась в городе Рейноса на севере Испании в 1975 году. Она изучала актёрское мастерство в театральной труппе Corocotta, затем переехала в Мадрид и уже в 18 лет дебютировала на сцене Teatro Español в спектакле «Фортуната и Хасинта» по одноимённому роману Бенито Переса Гальдоса. В дальнейшем Диас продолжила своё образование в Высшей королевской школе драматического искусства, известной как RESAD (исп. Real Escuela Superior de Arte Dramático), и театральной студии Хуана Карлоса Кораццы.
С конца 1990-х годов Диас начала сниматься на телевидении и в кино. Она играла небольшие роли в популярных испанских телесериалах, таких как «Полицейские, в сердце улиц» или «Центральная больница». В 2016 году Диас сыграла одну из главных ролей в триллере «Терпеливый», дебютном режиссёрском проекте Рауля Аревало. Этот фильм принёс ей приз лучшей актрисе на Венецианском кинофестивале (в программе «Горизонты») и номинацию на премию «Гойя» как лучшей новой актрисе.
После «Терпеливого» Диас стала чаще сниматься и получать больше предложений (до этого, по словам актрисы, её карьера несколько лет находилась в ступоре). Она сыграла в сериале «Визави» и криминальной драме Пако Кабесаса «Прощай».

## Фильмография

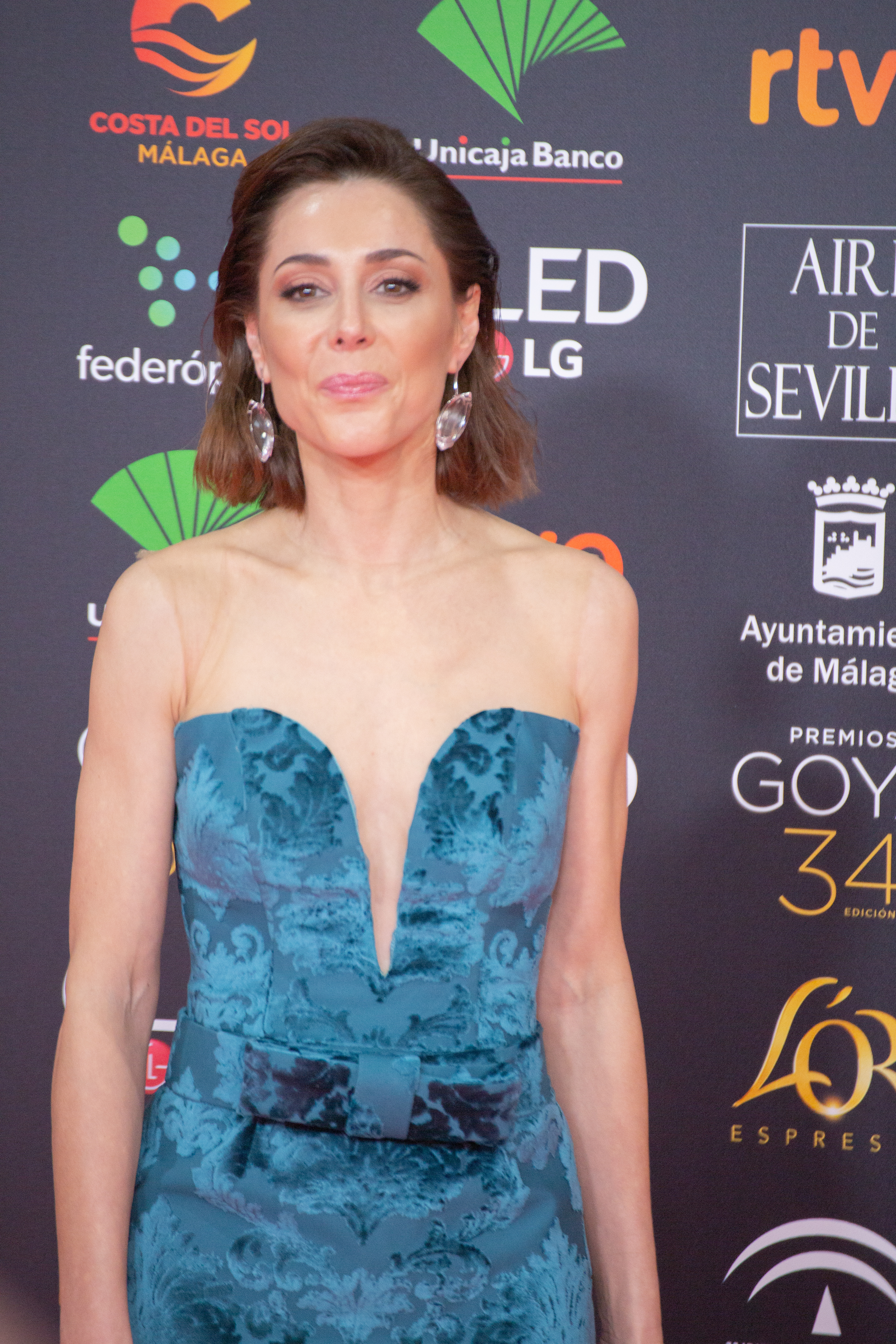
Рут Диас на вручении 34-й премии «Гойя» (25 января 2020)

| Кино | Кино                       | Кино                                | Кино        |
| Год  | Фильм                      | Оригинальное название               | Примечания  |
| ---- | -------------------------- | ----------------------------------- | ----------- |
| 2000 | Полицейские, в сердце улиц | Policías, en el corazón de la calle | ТВ-сериал   |
| 2003 | Расскажи мне               | Cuéntame cómo pasó                  | ТВ-сериал   |
| 2005 | Славный и тёплый           | El Calentito                        |             |
| 2006 | Адский дом                 | Para entrar a vivir                 | ТВ-фильм    |
| 2006 | Безумные сексом            | Locos por el sexo                   |             |
| 2007 | Появившиеся                | Aparecidos                          |             |
| 2009 | Тайна Лауры                | Los misterios de Laura              | ТВ-сериал   |
| 2014 | Расскажи мне сказку        | Cuéntame un cuento                  | ТВ-сериал   |
| 2016 | Терпеливый                 | Tarde para la ira                   |             |
| 2016 | Отправление на рассвете    | Pasaje al amanecer                  |             |
| 2016 | Эль Касо. Хроника событий  | El Caso. Crónica de sucesos         | ТВ-сериал   |
| 2017 | В волчьей шкуре            | Bajo la piel de lobo                |             |
| 2017 | Если бы ты…                | Si fueras tú                        | Мини-сериал |
| 2018 | Визави                     | Vis a vis                           | ТВ-сериал   |
| 2019 | Прощай                     | Adiós                               |             |
| 2019 | Народ                      | El pueblo                           | ТВ-сериал   |
| 2020 | Утраченный дом             | Hogar                               |             |
| 2021 | Давным-давно… Эускади      | Érase una vez en Euskadi            |             |
| 2022 | 13 изгнаний дьявола        | 13 exorcismos                       |             |
| 2023 | Ожидание                   | La espera                           |             |

## Награды и номинации
Полный список наград и номинаций на сайте IMDb.
| Награды и номинации | Награды и номинации        | Награды и номинации                 | Награды и номинации | Награды и номинации |
| Год                 | Награда                    | Категория                           | Фильм               | Результат           |
| ------------------- | -------------------------- | ----------------------------------- | ------------------- | ------------------- |
| 2016                | Венецианский кинофестиваль | Лучшая актриса (секция «Горизонты») | Терпеливый          | Победа              |
| 2017                | Премия «Гойя»              | Лучшая новая актриса                | Терпеливый          | Номинация           |

## Личная жизнь
У Рут Диас есть дочь Луна.